# Fantomas kontra Scotland Yard
Fantomas kontra Scotland Yard je francouzsko-italský film režiséra André Hunebelleho z roku 1967.
Po Fantomasovi z roku 1964 a Fantomas se zlobí z roku 1965 se jedná o třetí a závěrečnou část trilogie André Hunebelleho věnované geniálnímu zločinci Fantomasovi.

## Děj
Na základě svých dřívějších prohřešků má Fantomas nápad vymáhat od nejbohatších lidí světa "daň z práva na život" a vyhrožovat jim. Edward Mac Rashley, bohatý skotský lord, je vydírán. Inspektor Juve, jeho zástupce inspektor Bertrand, novinář Fandor a jeho snoubenka Hélène, vyslaní významným deníkem Le Point du Jour, jsou pozváni na jeho zámek, aby našli pachatele. Fantomas v přestrojení za blízkého přítele Mac Rashleyho, kterého právě zavraždil (sir Walter Brown), skotského lorda zabije. Pak se ujme svého vzhledu, aniž by o tom kdokoli věděl. Kromě toho Juve vypadá jako šílenec, když ve svém pokoji odloží těla svých dvou obětí a krátce poté je odnese.
Fantomas zjistí, že bohatí spojili síly se zločinci, aby se mu postavili na odpor. Uspořádá hon na lišku, při kterém unese několik obětí svého vydírání. Během rvačky je však odhalen André Berthierem, panošovým tajemníkem, který tajně miluje lady Mac Rashleyovou - ve skutečnosti jeho komplice, který chce zabít jejího manžela. Hélène je svědkem Berthierovy vraždy. Fantomas na ni pošle své nohsledy, ale v krajním případě ji zachrání Fandor, který jednoho z nich zajme. Fandor a Hélène se k němu uchýlí do odlehlé chaty uprostřed lesa. Dozvídají se o Fantomasových manévrech. Ústy svého vězně ho přesvědčí, že je zabil.
Zajatí Juve a Bertrand jsou odvedeni do Fantomasova doupěte ve sklepení hradu. Zločinec, kterému se vrátila jeho pravá podoba, nařídí Juveovi, aby Mac Rashleymu oznámil, že příštího dne o půlnoci musí pod hrozbou smrti předat milion dolarů v diamantech jménem bohatých. Navzdory nesouhlasu svého podřízeného Juve souhlasí s tím, že se stane komplicem zločince. Doručí skotskému lordovi ultimátum, aniž by tušil, že to není nikdo jiný než Fantomas. Dokonce mu vysvětlí, jak funguje poplašný systém, který nechal nainstalovat k dopadení nepřítele. Krátce před půlnocí předá Juve panošovi schránku s požadovaným výkupným; při té příležitosti se pokusí ukrást drahokam, ale Bertrand mu v tom zabrání... Odchází do nedaleké místnosti, kde hlídá se svým zástupcem. Fantomase, který na sebe vzal rysy pána domu, navštíví lady Mac Rashleyová. Ohrožuje ho pistolí a pak mu strhne masku: je to Hélène, ke které se krátce nato přidá Fandor. Fantomas spustí poplach. Juve a Bertrand se vrhnou dovnitř a namíří na Fandora a Hélène své zbraně. Fantomas využije zmatku a vstoupí do krbu. Zavřou se za ním pancéřové dveře. Z krbu se s ohlušujícím hlukem valí hustý dým: padouch prchá v raketě! Stíhací letouny startují. Jeden z nich sestřelí raketu ve vzduchu. Inspektor Juve a jeho společníci mají radost, protože věří, že jejich úhlavní nepřítel je konečně mrtvý. Fantomas však stále v převleku skotského lorda jede klidně na kole, diamantovou skříňku má na předním zavazadlovém nosiči. Jeho nohsledi se k němu připojí v autě, kde se posadí. Vozidlo odjede...

## Obsazení
| Jean Marais         | Fantomas, novinář Fandor, profesor Lefebvre |
| Louis de Funès      | komisař Juve                                |
| Mylène Demongeotová | Helena Gurnová, Fandorova snoubenka         |
| Jaques Dynam        | inspektor Michel Bertrand                   |
| Robert Dalban       | redaktor novin Le Point du jour             |
| Michel Duplaix      | komisař Leon                                |
| Pietro Tordi        | předseda shromáždění                        |
| Albert Dagnant      | profesor Marchand                           |
| Olivier de Funès    | Michel „Michou“ Gurn                        |
| Robert Le Béal      | ministr                                     |
| Jean Michaud        | ředitel psychiatrické kliniky               |
| Henri Attal         | Fantomasův bodyguard                        |
| Mino Doro           | švýcarský profesor                          |
| Arturo Dominici     | kanadský profesor                           |
| Christian Tomas     | komisař                                     |
| Michel Dupleix      | komisař                                     |
| Antoine Marin       | komisař                                     |
| Bob Lerick          | komisař                                     |

## Zajímavosti
- Plánoval se čtvrtý opus (Fantomas v Moskvě). Jean Marais a Louis de Funès se však nepohodli a odmítli spolu znovu pracovat. Projekt se proto nikdy neuskutečnil.
- V další části mělo být zjištěno, že Fandor je Fantomasův syn. V původních románech je však Fantomas otcem Fandorovy přítelkyně Heleny, a komisař Juve je Fantomasovým bratrem.[1]
- Neshody ústřední dvojice (Fandor a Juve) vznikly protože Maraisovo kultivované herectví ani trochu neladilo s živelnou dravostí Funèsovy excentrické komiky, která na sebe strhávala pozornost ve většině společných scén. Údajně spolu herci mimo hraní ani nemluvili.[1]
- Úspěch Hunnebelleových filmů o Fantomasovi byl tak strhující, že od té doby se už nikdo neodvážil přivést maskovaného zlosyna znovu na filmové plátno a ten řádil už pouze v komiksech.[1]

- Jeanu Maraisovi bylo už přes 50 let a měl velké potíže s kaskadérskými kousky. Claude Carliez, koordinátor kaskadérů a soubojů ve filmu, řekl: "Bylo třeba vylézt na patnáctimetrovou věž a já jsem řekl: 'Poslyš, Jeane, jestli už nemůžeš lézt, tak přestaň! Došel až na konec svých 15 metrů. S Jeanem bychom mohli dokázat úžasné věci.
- Pouze titulky se natáčely ve Skotsku, poblíž Glasgow. Na rozdíl od předchozího filmu Fantomas se zlobí, který umožnil celému týmu užít si Řím, žádný z herců neopustil francouzské území a natáčení probíhalo ve falešném Skotsku, protože rodným sídlem lorda Mac Rashleyho je ve skutečnosti hrad Roquetaillade, který se nachází v Gironde. Interiér hradu byl rekonstruován v ateliérech v Boulogne a lovecké scény se natáčely ve Fontainebleauském lese.
- Françoise Christophe (Lady Mac Rashley) opakovaně hraje ve filmu s Fantomasovou tematikou. Již v roce 1947, o 20 let dříve, hrála roli kněžny Daniloffové ve filmu Jeana Sachy Fantomas, v němž hrál také Jacques Dynam (který se objevuje jako Juveův zástupce v Hunebelleově trilogii).
- Max Douy, který měl na starosti kulisy, se stal scénografem jednoho z filmů o Jamesi Bondovi, Moonraker.
- Michel Thomass, který hraje mahárádžu, je ruského původu. Mluví proto ve své mateřštině, nikoli v hindštině.
- Carole Weiswellerová ve své biografii Jean Marais le bien-aimé prozrazuje, že Maraisův komický talent byl "založen na špatném humoru". Podle ní se oba herci nevěnovali stejnému oboru: Marais sloužil rolím, které hrál, zatímco de Funès je využíval k tomu, aby něco dokázal.
- Na scéně letecké senzace po honu na lišku se objevuje turistický letoun s francouzskou registrací Morane-Saulnier MS.502 Criquet c/n 389.